# 普茨莱恩斯多夫
普茨莱恩斯多夫是奥地利上奥地利州罗尔巴赫县的一个市镇。总面积22平方公里，总人口1604人，人口密度72.9人/平方公里（2005年）。